# Erika Della Moretta
Erika Della Moretta (1970) è un'ex sciatrice alpina italiana.

## Biografia
Discesita pura, in Coppa del Mondo ottenne il primo piazzamento il 26 febbraio 1993 a Veysonnaz (36ª), conquistò il miglior risultato il 3 marzo successivo a Morzine (35ª) e prese per l'ultima volta il via il 29 gennaio 1994 a Garmisch-Partenkirchen (52ª); si ritirò al termine della stagione 1994-1995 e la sua ultima gara fu lo slalom gigante dei Campionati italiani 1995, disputato il 25 marzo ad Abetone e chiuso dalla Della Moretta al 46º posto. Non prese parte a rassegne olimpiche o iridate.

## Palmarès

### Campionati italiani
- 1 medaglia[1]:
  - 1 argento (combinata nel 1993)